# Puerto Deportivo de Marbella
Puerto Deportivo de Marbella är en hamn i Spanien.   Den ligger i provinsen Provincia de Málaga och regionen Andalusien, i den södra delen av landet, 400 km söder om huvudstaden Madrid.   Närmaste större samhälle är Marbella, 1,1 km norr om Puerto Deportivo de Marbella. 